# Kitô giáo
Kitô giáo hay Cơ Đốc giáo, ở Việt Nam đôi khi gọi là đạo Thiên Chúa hay Thiên Chúa giáo, là một tôn giáo truyền thống Abraham độc thần, đặt nền tảng vào cuộc đời, con người và những lời giáo huấn của Jesus thành Nazareth (như trong Tân Ước). Đây là tôn giáo lớn nhất thế giới với khoảng 2,4 tỷ tín đồ (chiếm đa số ở 157 quốc gia và vùng lãnh thổ). Kitô hữu (Cơ Đốc nhân) tin rằng Giêsu là Con của Thiên Chúa và là Đấng Messiah của người Do Thái như đã được tiên báo trong Cựu Ước (còn gọi là Kinh Thánh Hebrew), rằng ngài đã giảng dạy, chịu đau khổ, bị đóng đinh và chết trên thập giá, và đến ngày thứ ba sống lại từ cõi chết, cứu rỗi nhân loại. Kitô giáo đóng một vai trò quan trọng trong nền văn hóa phương Tây.
Kitô giáo ban đầu là một hệ phái Do Thái giáo Đền thờ thứ hai với ảnh hưởng Hy Lạp, hình thành tại tỉnh Judea của La Mã vào thế kỷ thứ nhất. Các sứ đồ của Jesus và những người theo họ lan rộng khắp Levant, Châu Âu, Tiểu Á, Lưỡng Hà, Nam Kavkaz, Carthage cổ đại, Ai Cập và Ethiopia, bất chấp sự ngược đãi đáng kể ban đầu. Nó nhanh chóng thu hút những sắc dân ngoài Do Thái, và sau sự sụp đổ của Jerusalem, Kitô giáo dần dần tách khỏi Do Thái giáo.
Chính thống giáo là đạo Kitô nguyên gốc, vẫn giữ được truyền thống từ thời Chúa Giê-Su và đi lên từ Kitô giáo sơ khởi. Trải qua hai thiên niên kỷ, các bất đồng về thần học và giáo hội học đã khiến hình thành thêm các hệ phái Kitô giáo khác nhau. Cảnh giáo và Chính thống giáo Cổ Đông phương tách khỏi Đại Giáo hội sau Công đồng Ephesus (431) và Công đồng Chalcedon (451). Công giáo Tây phương tự phân nhánh trong cuộc Ly giáo Đông–Tây năm 1054. Kháng Cách (thường gọi là Tin Lành), không phải là một hệ phái đơn nhất nhưng là thuật từ nhóm hợp, phát sinh từ cuộc Cải cách Kháng nghị thế kỷ 16.

## Từ nguyên
Từ nguyên của "Kitô" là Χριστός (Khristos) trong tiếng Hy Lạp, nghĩa là "Đấng được xức dầu", dịch theo danh hiệu Messiah trong tiếng Hebrew. Trong tiếng Việt, người Công giáo dùng từ "Kitô" để gọi danh hiệu này của Giêsu, trong khi người Tin Lành thường dùng từ "Christ". Bên cạnh từ "Kitô" phiên âm qua tiếng Bồ Đào Nha được sử dụng bởi tín hữu Công giáo, còn có từ "Cơ Đốc" xuất phát từ chữ Nho (基督) và thường được tín hữu Tin Lành sử dụng. Ngoài ra, một số người cũng dùng cách gọi Thiên Chúa giáo để chỉ Công giáo nói riêng và Kitô giáo nói chung.

### Nguồn gốc đức tin

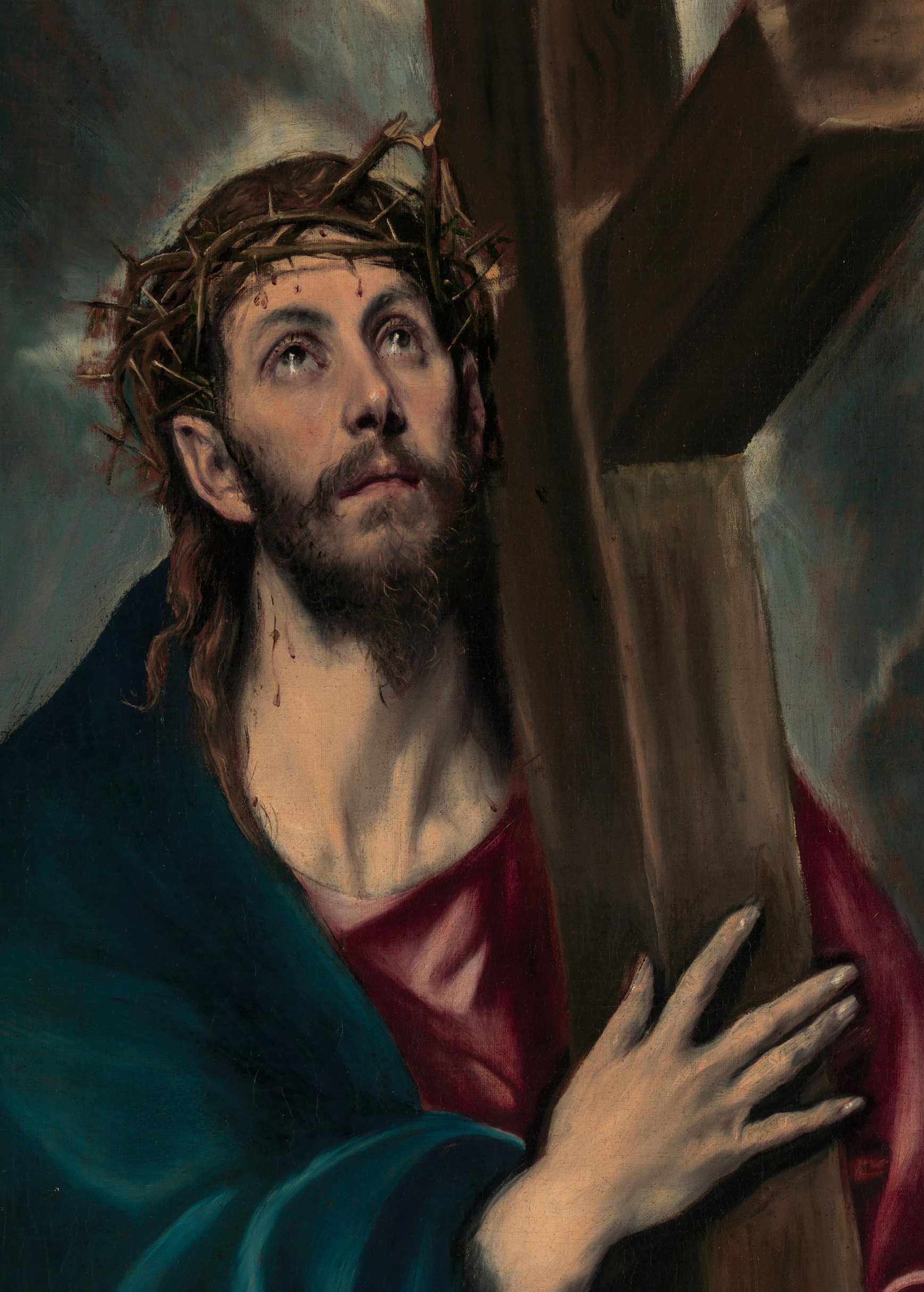
Chúa Ki-tô vác thập tự giá, El Greco, 1580

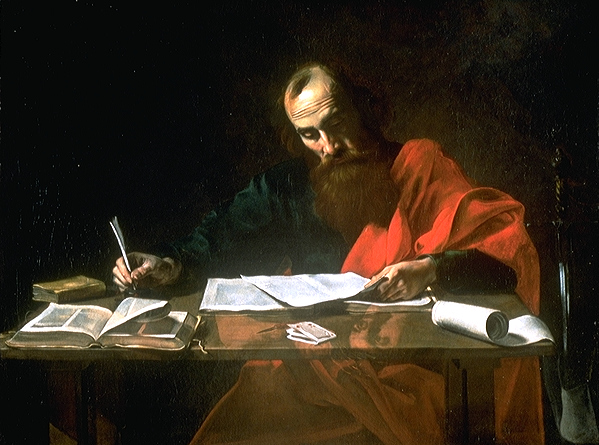
Sứ đồ Phaolô viết thư tín.

#### Kitô giáo Do Thái

Vào thuở Kitô giáo sơ khởi, một tín hữu có thể vẽ một cung trên đất khi gặp một người khác, nếu chia sẻ cùng niềm tin, người này sẽ vẽ tiếp một cung nữa để hoàn chỉnh hình con cá (Ichthys), một biểu trưng của Kitô giáo.

#### Chấp nhận ở Đế Chế La Mã

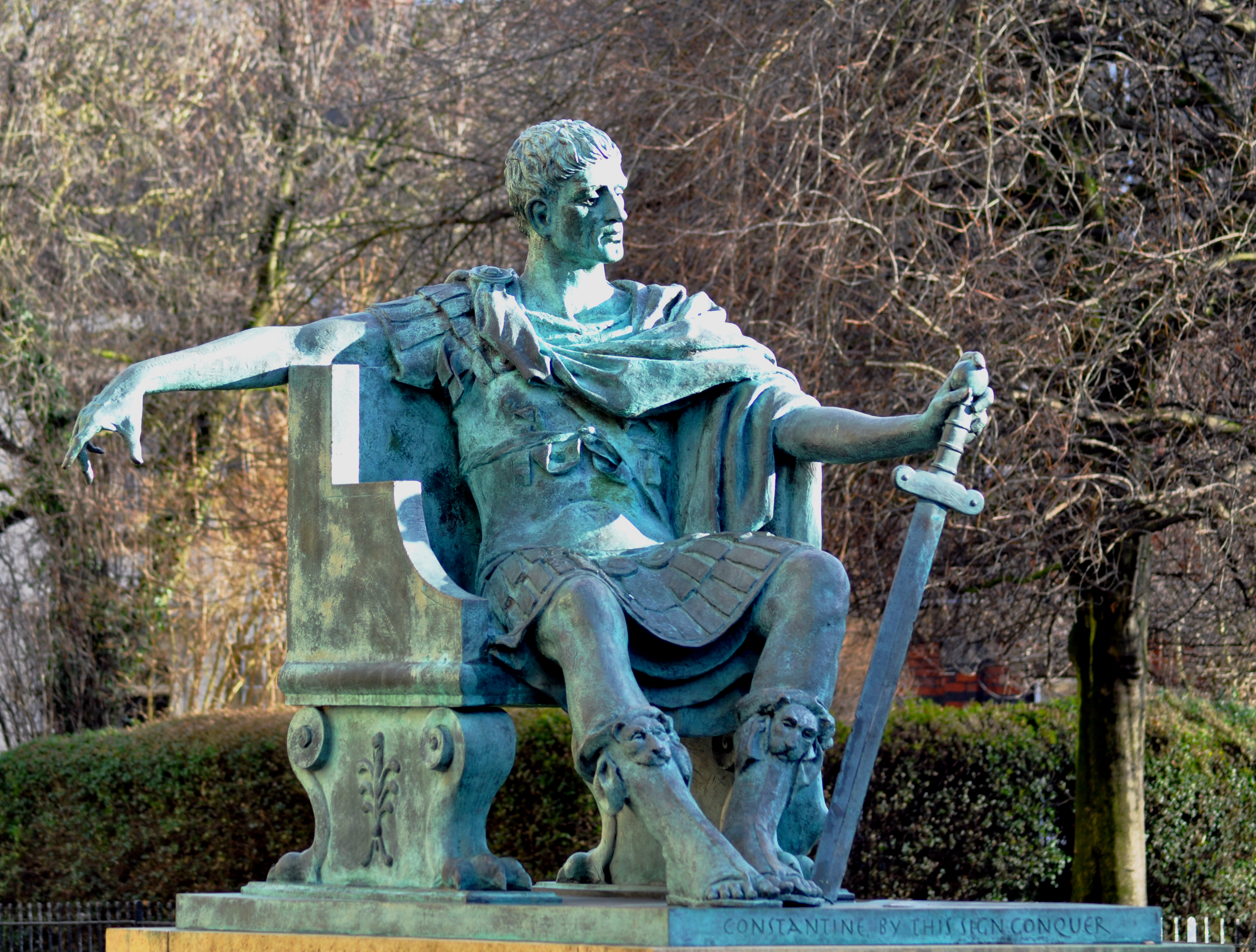
Tượng Constantinus Đại đế tại York, Anh.

### Kitô giáo thời trung cổ

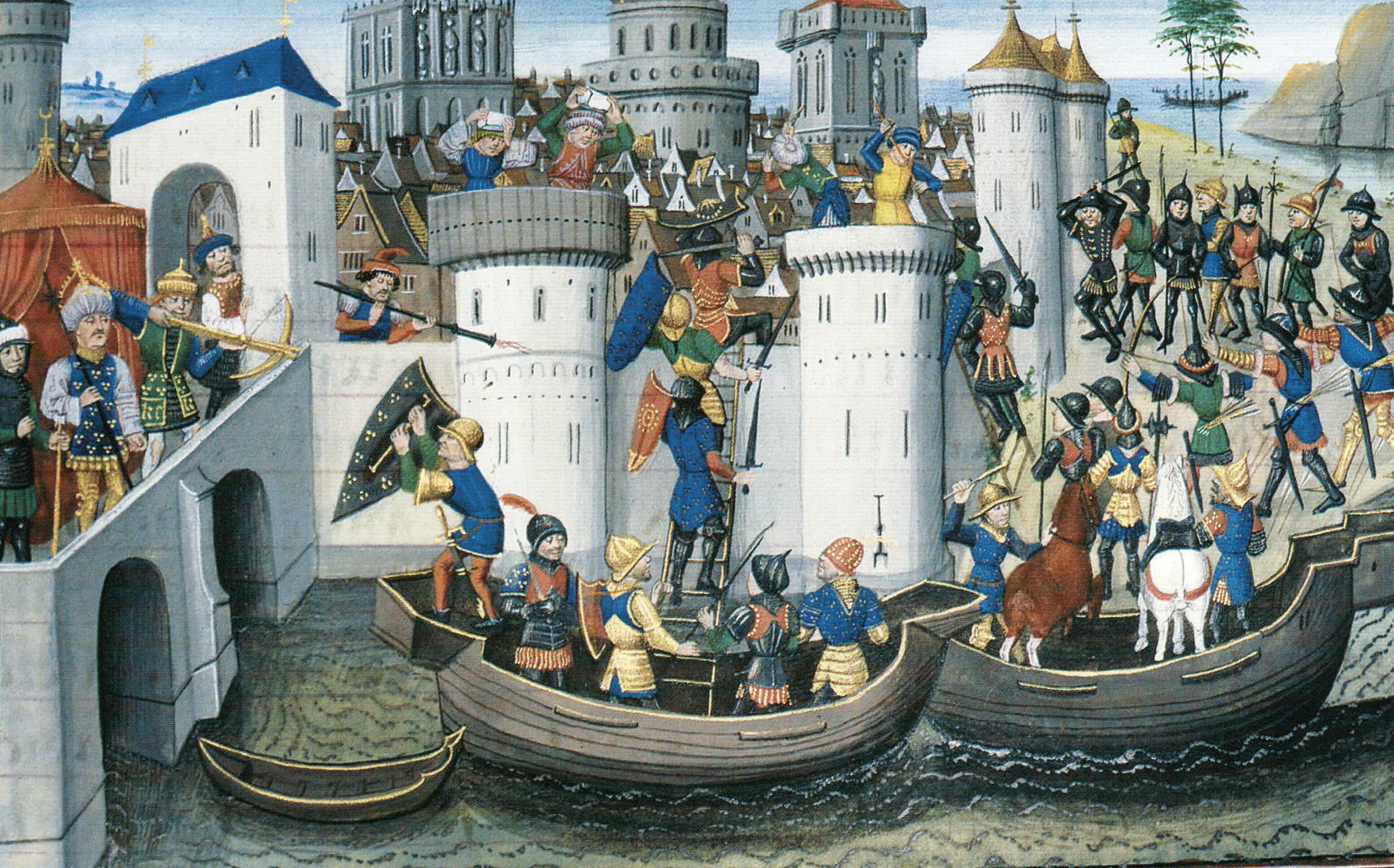
Cuộc chinh phục Constantinople của Thập tự quân năm 1204

### Các cuộc cải cách Kitô giáo

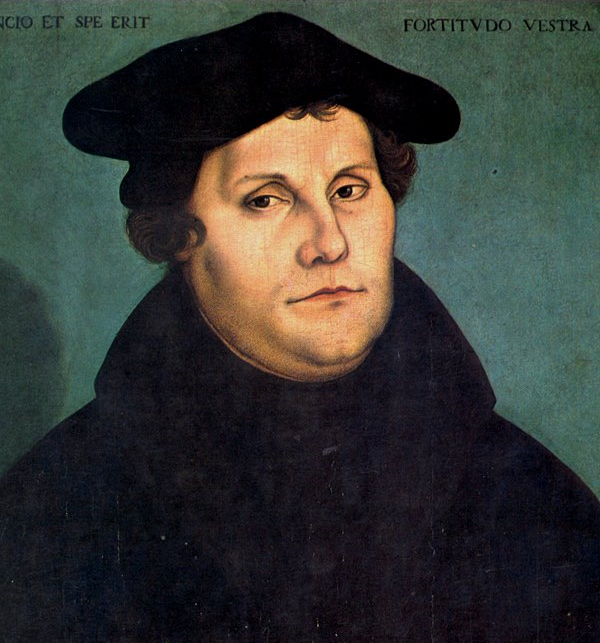
Martin Luther năm 1529, tranh của Lucas Cranach

#### Kitô giáo thế kỷ XX

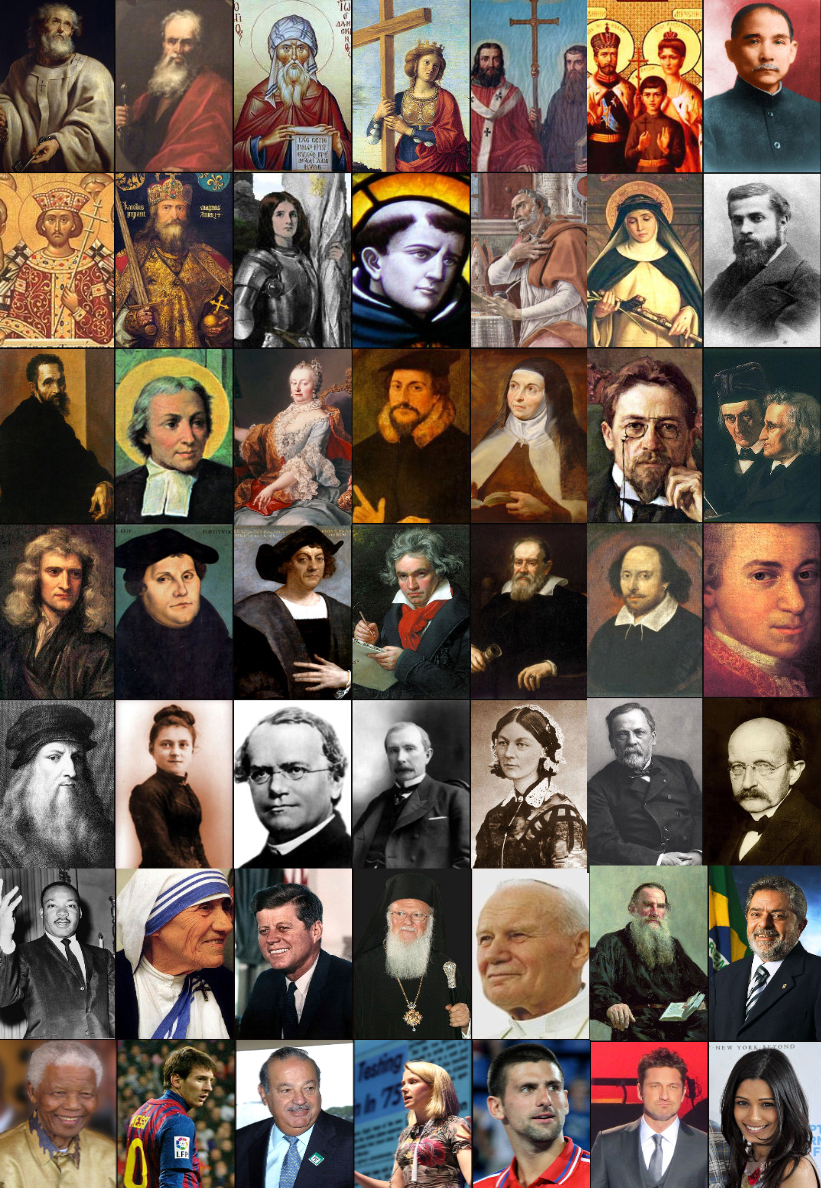
Một số Kitô hữu nổi tiếng

#### Kitô giáo ngày nay

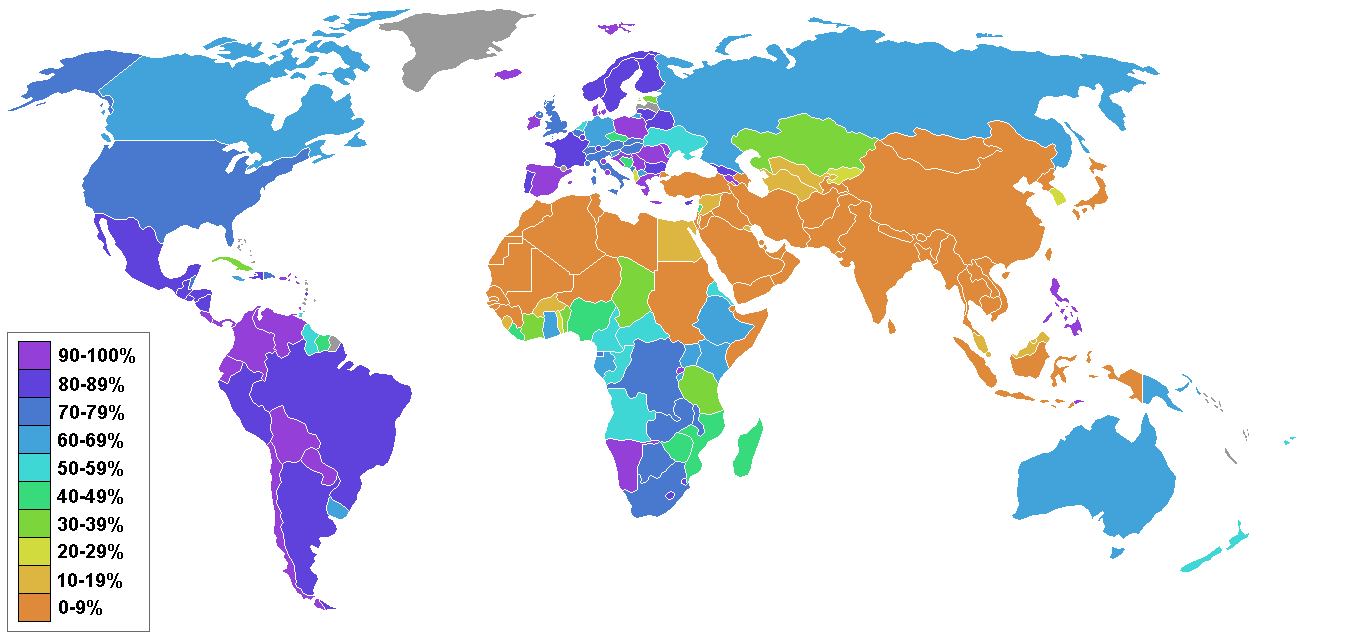
Kitô giáo theo tỷ lệ dân số.

## Giáo lý

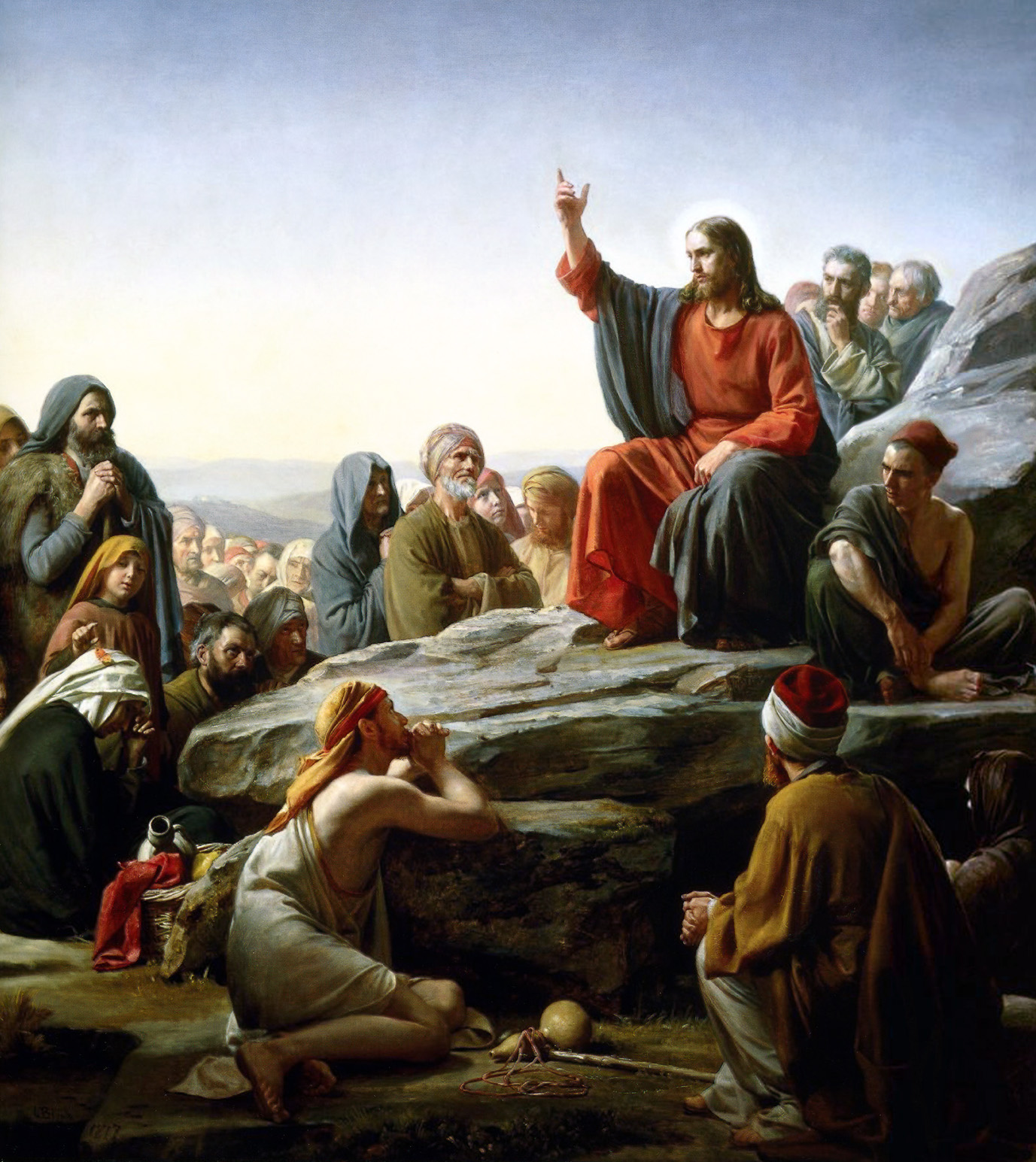
Bài giảng trên núi, tranh của Carl Heinrich Bloch, thế kỷ 19.

## Lịch sử